# Tiroloscia apenninorum
Tiroloscia apenninorum là một loài chân đều trong họ Philosciidae. Loài này được Verhoeff miêu tả khoa học năm 1908.